# Monika Sznajderman

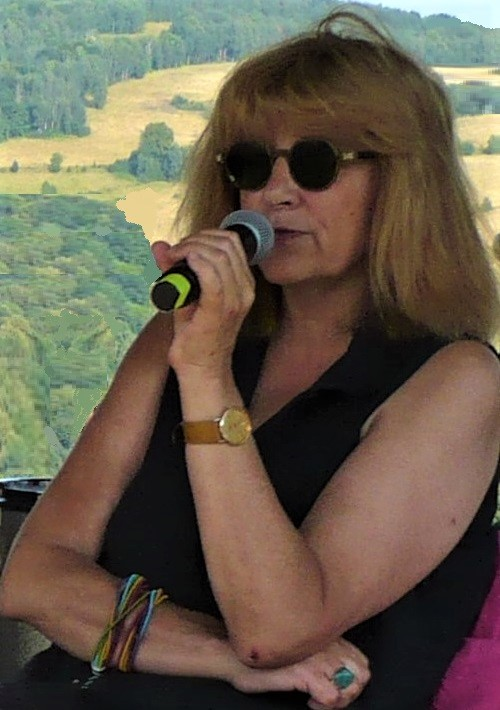
Monika Sznajderman

Monika Sznajderman (* 1959 in Warschau) ist eine polnische Kulturanthropologin, Verlegerin und Autorin.

## Leben
Sznajderman promovierte am Institut für Künste der Polnischen Akademie der Wissenschaften. Seit 1996 leitet sie mit ihrem Ehemann Andrzej Stasiuk den Verlag Czarne.
Sie wohnt in den Niederen Beskiden.

## Publikationen
- Zaraza. Mitologia dżumy, cholery i AIDS, 1994
- Współczesna Biblia Pauperum. Szkice o wideo i kulturze popularnej, 1998
- Błazen. Maski i metafory, 2000
- Fałszerze pieprzu. Historia rodzinna, 2016
  - Die Pfefferfälscher. Geschichte einer Familie, übersetzt von Martin Pollack, 2018

## Redaktion
- Znikająca Europa, 2015, mit Katharina Raabe
- Jako dowód  i wyraz przyjaźni. Reportaże o Pałacu Kultury, 2015, mit Magdalena Budzińska
- Przecież ich nie zostawię. O żydowskich opiekunkach w czasie wojny, 2018, mit Magdalena Kicińska

## Nominierungen
- 2017: Finalistin des Nike-Literaturpreises mit Fałszerze pieprzu
- 2017: Finalistin des Mitteleuropäischen Literaturpreises Angelus mit Fałszerze pieprzu